# Un mundo seguro
Un mundo seguro es una película argentina del género del drama dirigida por Eduardo Spagnuolo que se estrenó el 5 de enero de 2012 y que tuvo como protagonistas a Carlos Belloso, Carla Crespo y Antonio Birabent.

## Sinopsis
Patricio Podestá, un personaje importante de la televisión, creador de grandes éxitos en ese medio, que además, es un obsesionado por la seguridad, es acusado de haber robado ideas para su programa. Cuando Podestá se siente perseguido tanto por la coconductora de un programa de chimentos y por «Charlie Mad», un personaje desquiciado que es como el «otro yo» del conductor, busca refugio en una empresa de seguridad que le ofrece un búnker superseguro dotado de toda la tecnología moderna.

## Reparto
- Carlos Belloso ... Patricio Podestá
- Antonio Birabent ... Carlos Rozzi / Charly Mad
- Carla Crespo
- Santiago Schefer
- Vanesa Motto Guastoni
- Héctor Noguez
- Liz Burdman

## Comentario
Sobre la película se opinó: «Un mundo seguro (2010) provoca una serie de múltiples reacciones en el espectador que van desde la repulsión absoluta hasta la capacidad de encontrar otra película dentro de la película propiamente dicha. Si eso es bueno o malo lo determinará el receptor, pero al menos puede resultar interesante» Para el crítico de La Nación el filme “cae en la permanente exageración, en un entramado que por momentos se hace muy difícil de seguir y en una serie de situaciones alucinantes que ponen al protagonista -un esforzado trabajo de Carlos Belloso- en la obligación de representar a un individuo muy poco creíble. También los personajes que lo rodean caen mucho más en la caricatura que en la dramaticidad, ya que tanto la actuación de Antonio Birabent como la de Carla Crespo no logran apoyar esta historia bizarra que pretende acudir a lo terrorífico pero que apenas se sostiene sobre la base de una intención que pocas veces consigue atrapar al espectador. Poco es lo que queda para rescatar de esta alocada aventura, y ese poco se da en la buena fotografía y en una música que le otorga el adecuado clima al relato. Lo que no es mucho para que el film interese como ejemplo de ese horror que la cinematografía norteamericana realizó, dentro de la clase B, durante muchos años”.